# Георг-Міхаель фон Меренберг
Граф Георг-Міхаель Александер фон Меренберг (нім. Georg Michael von Merenberg; 16 жовтня 1897, Ганновер, Німецька імперія — 11 січня 1965, Вісбаден, ФРН) — німецький військовий і аристократ, правнук О. Пушкіна і онук імператора Олександра II. Майор вермахту (1 липня 1943).

## Походження
Георг-Міхаель фон Меренберг походив із роду Меренбергів — морганатичної гілки Нассауського дому. Його батьком був граф Георг-Миколай фон Меренберг, син принца Миколи Вільгельма Нассауського, брата великого герцога Люксембурзького Адольфа, і Наталії Олександрівни Дубельт (уродженої Пушкіної), дочки російського поета Олександра Сергійовича Пушкіна. Оскільки шлюб був морганатичний, то нащадки від цього шлюбу не могли претендувати на престол Люксембурга. Георг-Миколай фон Меренберг був одружений з уродженою найсвітлішою княжною Ольгою Олександрівною Юр'євською, дочкою російського імператора Олександра II від княжни Катерини Михайлівни Долгорукової. Таким чином, Георг-Михаель фон Меренберг за батьком був близьким родичем великих герцогів Люксембурзьких і правнуком Олександра Пушкіна, а по матері був двоюрідним братом російському імператору Миколі II.
Георг-Міхаель фон Меренберг народився 16 жовтня 1897 року і був одним із близнюків, проте друга дитина, Олександр-Адольф, померла через півроку після народження.
Георг-Міхаель добре знав російську мову, на відміну свого батька, який знав лише кілька слів. У дитинстві Георг-Міхаель мріяв стати лікарем, але виховувався батьками в аристократичному дусі, покладаючись на майбутню вдалу весілля та ренту батька за відмову від люксембурзького престолу.

## Військова служба
Сім'я жила у Вісбадені, коли розпочалася Перша світова війна. Батько був ротмістром ландвера і воював у кайзерівській армії в одній із прусських гвардійських кавалерійських частин. Георг-Миколай домігся дозволу собі і свого сина брати участь у бойових діях на Західному фронті, ніж боротися проти росіян. Батько займався навчанням рекрутів у Вісбадені, а Георг-Міхаель воював на території Франції і там потрапив у полон.
Після війни Георг-Міхаель повернувся додому офіцером. Гроші, які були на банківських рахунках сім'ї, знецінила інфляція. Георг-Міхаель змушений був здавати частину своєї 5-кімнатної квартири в оренду, щоб звести кінці з кінцями. У 1926 році за розрахунком одружився з баронесою Полетт фон Кевер де Дьєрдьш-Сент-Міклош, але шлюб через два роки розпався. У 1940 році граф одружився вдруге на Елізабет Мюллер-Урі.
У 1941 році у них народилася дочка, у травні 1941 року Георга-Михаеля призвали до армії та відправили на Східний фронт. Фон Меренберг служив у наземних підрозділах Люфтваффе. У Білорусії фон Меренберг отримав поранення у боях з партизанами. 22 березня 1944 року відправлений в командний резерв ОКГ. З 10 травня 1944 року — командир 1010-го фортечного піхотного батальйону.
Був противником нацизму — незважаючи на походження і досвід Першої світової війни, практично не просувався по службі, двічі піддавався суду військового трибуналу: вперше — за відмову віддати честь партійним вітанням, вдруге — за наругу над партійною емблемою.
Влітку 1944 року він був змушений прийняти призначення на посаду коменданта грецького острова Парос, де німці будували стратегічно важливий аеродром — попередник фон Меренберга був поранений британськими диверсантами та місцевими партизанами, а Меренберг був єдиним старшим офіцером на острові.
16 травня 1944 року англійський підводний човен висадив біля селища Тріпіті загін диверсантів під командуванням капітана Андерса Лассена. Об'єднавшись із місцевими партизанами в Марпесі, вони тяжко поранили німецького командира аеродрому, а в Продромосі вбили двох німецьких радистів. Відбиваючи напад на аеродром, німці взяли в полон 23-річного партизана Ніколаса Стелласа. Він витримав допити, відмовившись розкрити імена своїх товаришів. В результаті його публічно повісили, а за напад на аеродром було взято в заручники 125 осіб місцевих жителів, яким загрожував розстріл.
Перше, що зробив фон Меренберг після призначення комендантом, під свою особисту відповідальність скасував запланований розстріл 125 заручників. Ключову роль у порятунку життів заручників відіграв архімандрит місцевого чоловічого монастиря Лонгварда Філофей (Зервакос), який вплинув на рішення фон Меренберга взяти на себе відповідальність і скасувати страту.

## Післявоєнні роки
Після війни фон Меренберг тяжко хворів і перебував у депресії. Після килимових бомбардувань британської авіації квартира Георга-Міхаеля та особняк його батька були повністю зруйновані, сім'я переїхала у орендоване житло.
Помер Георг-Михаель 11 січня 1965 у Вісбадені або Майнці. Похований на Висбаденском Северном кладбище. Зі смертю графа Георга-Міхаеля згас і род графов фон Меренберг.

## Нагороди
Отримав численні нагороди, серед яких:
- Залізний хрест 2-го класу
- Почесний хрест ветерана війни з мечами
- Застібка до Залізного хреста 2-го класу
- Залізний хрест 1-го класу

## Сім'я
Перша дружина: з 7 січня 1926 (розлучення в 1928) баронеса Політ фон Кевер де Дьордьош-Сент-Міклош. Дітей від цього шлюбу не було.
Друга дружина: з 27 липня 1940 Елізабет Анна Мюллер-Урі (1 липня 1903 — 18 листопада 1963), дочка Фрідріха Антона Мюллера-Урі та Софії Елізабет Буркхард. Від цього шлюбу народилася одна дочка :
- Клотільда Елізабет фон Меренберг (нар. 14 травня 1941); чоловік: з 25 травня 1965 року Енно фон Рінтелен (9 листопада 1921 — 16 жовтня 2013)[4].

Сестра: графиня Ольга Катерина Ганна (3 жовтня 1898 — 15 вересня 1983); чоловік: з 14 листопада 1923 року граф Михайло Тарієлович Лоріс-Меліков (1900—1980).